# Bejta (Daghestan)
Pour l’article homonyme, voir Bejta (langue).
Bejta (Бежта) est un aoul du sud-ouest du Daghestan (fédération de Russie) qui est le village le plus important du raïon (district) de Tsounta et du territoire municipal de Bejta. Sa population était de 3 731 habitants en 2002 et d'environ 4 300 en 2008.

## Géographie
Bejta se trouve près de la rivière Khzanor (affluent du Kouïssou avar) à 170 kilomètres au sud-ouest de la gare ferroviaire de Bouïnaksk et à 274 kilomètres au sud-ouest de la capitale du Daghestan, Makhatchkala.

## Population
La population de Bejta était de 3 731 personnes au recensement de 2002. La plupart d'entre eux appartiennent à l'ethnie bejta qui parle le bejta, langue nakho-daghestanienne appartenant au groupe des Tséziques-Didoïques que l'on intègre aux Avars.

## Histoire
C'est à côté de Bejta qu'a été tué en février 2004 l'islamiste Rouslan Guelaïev, qui au cours du combat a tué deux gardes-frontières daguestanis de l'armée russe, Moukhtar Souleïmanov (24 ans) et Abdoulkhalik Kourbanov (25 ans). Ces derniers ont été faits héros de la Fédération de Russie à titre posthume.